# Lista de prefeitos de Boa Vista (Roraima)
Esta é a lista de prefeitos da cidade de Boa Vista, capital do estado brasileiro de Roraima.
| Nº                                                                                                   | Nome                                          | Imagem                         | Partido                                          | Início do mandato       | Fim do mandato                                              | Observações |
| De 1890 a 1944 a cidade pertence ao estado do Amazonas                                               |                                               |                                |                                                  |                         |                                                             | |
| 1 | João Capistrano da Silva Mota                 |                                | Partido Moderador Brasileiro PMB                 | 11 de janeiro de 1890   | 8 de abril de 1895                                          | A lei nº374, de 211 de janeiro de 1890, organizou o poder municipal, criando o cargo de prefeito. escolhido pela Câmara Municipal. |
| 2 | Alfredo Venâncio de Souza Cruz                |                                | Partido Moderador Brasileiro PMB                 | 8 de abril de 1895      | 12 de Fevereiro de 1899                                     | A lei nº374, de 211 de janeiro de 1890, organizou o poder municipal, criando o cargo de prefeito. escolhido pela Câmara Municipal. |
| 3 | José Maria Medeiros                           |                                | Partido Democrático PD                           | 12 de Fevereiro de 1899 | 2 de agosto de 1902                                         | A lei nº374, de 211 de janeiro de 1890, organizou o poder municipal, criando o cargo de prefeito. escolhido pela Câmara Municipal. |
| 4 | Joaquim Rodrigues Araújo                      |                                | Partido Republicano Federal PRF                  | 2 de agosto de 1902     | 23 de julho de 1904                                         | â |
| 5 | Raimundo Nava Rodrigues                       |                                | Partido Democrático PD                           | 23 de julho de 1904     | 23 de julho de 1908                                         | A lei nº374, de 211 de janeiro de 1890, organizou o poder municipal, criando o cargo de prefeito. escolhido pela Câmara Municipal. |
| 6 | Antônio Gomes Pereira Batista                 |                                | Partido Republicano Liberal PRL                  | 23 de julho de 1908     | 1° de janeiro de 1913                                       | A lei nº374, de 211 de janeiro de 1890, organizou o poder municipal, criando o cargo de prefeito. escolhido pela Câmara Municipal. |
| 7 | Raimundo Ferreira Catanhede                   |                                | Partido Republicano Democrático PRD              | 1° de janeiro de 1913   | 1° de janeiro de 1917                                       | A lei nº374, de 211 de janeiro de 1890, organizou o poder municipal, criando o cargo de prefeito. escolhido pela Câmara Municipal. |
| 8 | Bento Ferreira Marques Brasil, (Bento Brasil) |                                | Partido Republicano Liberal PRL                  | 1° de janeiro de 1917   | 1° de janeiro de 1921                                       | A lei nº374, de 211 de janeiro de 1890, organizou o poder municipal, criando o cargo de prefeito. escolhido pela Câmara Municipal. |
| 9 | João Capistrano da Silva Mota                 |                                | Partido Moderador Brasileiro PMB                 | 1° de janeiro de 1921   | 11 de fevereiro de 1922                                     | A lei nº374, de 211 de janeiro de 1890, organizou o poder municipal, criando o cargo de prefeito. escolhido pela Câmara Municipal. |
| 10                                                                                                   | José Joaquim de Sousa Júnior                  |                                | Partido Republicano Liberal PRL                  | 11 de fevereiro de 1922 | 17 de setembro de 1924                                      | A lei nº374, de 211 de janeiro de 1890, organizou o poder municipal, criando o cargo de prefeito. escolhido pela Câmara Municipal. |
| 11                                                                                                   | Manuel Lopes de Magalhães                     |                                | Partido Republicano Liberal PRL                  | 17 de setembro de 1924  | 30 de outubro de 1924                                       | A lei nº374, de 211 de janeiro de 1890, organizou o poder municipal, criando o cargo de prefeito. escolhido pela Câmara Municipal. |
| 12                                                                                                   | Arthur José Araújo                            |                                | Partido Republicano Liberal PRL                  | 30 de outubro de 1924   | 2 de dezembro de 1924                                       | A lei nº374, de 211 de janeiro de 1890, organizou o poder municipal, criando o cargo de prefeito. escolhido pela Câmara Municipal. |
| 13                                                                                                   | Luís Gomes do Vale Quadros                    |                                | Partido Republicano Liberal PRL                  | 2 de dezembro de 1924   | 1° de janeiro de 1926                                       | A lei nº374, de 211 de janeiro de 1890, organizou o poder municipal, criando o cargo de prefeito. escolhido pela Câmara Municipal. |
| 14                                                                                                   | Vítor da Silva Mota                           |                                | Aliança Liberal AL                               | 1° de janeiro de 1926   | 20 de outubro de 1930                                       | A lei nº374, de 211 de janeiro de 1890, organizou o poder municipal, criando o cargo de prefeito. escolhido pela Câmara Municipal. |
| 15                                                                                                   | João Capistrano da Silva Mota                 |                                | Partido Moderador Brasileiro PMB                 | 20 de outubro de 1930   | 15 de novembro de 1935                                      | Prefeito nomeado pelo Presidente da República.                                                                                     |
| 16                                                                                                   | João Santos                                   |                                | Aliança Liberal AL                               | 15 de novembro de 1935  | 19 de Fevereiro de 1937                                     | Prefeito nomeado pelo Presidente da República.                                                                                     |
| 17                                                                                                   | Jaime Brasil                                  |                                | União Democrática Brasileira UDB                 | 19 de Fevereiro de 1937 | 22 de março de 1939                                         | Prefeito nomeado pelo Presidente da República.                                                                                     |
| 18                                                                                                   | Ataliba Barroso                               |                                | União Democrática Brasileira UDB                 | 22 de março de 1939     | 16 de dezembro de 1941                                      | Prefeito nomeado pelo Presidente da República.                                                                                     |
| 19                                                                                                   | João Alves de Souza                           |                                | Partido Progressista PP                          | 16 de dezembro de 1941  | 31 de janeiro de 1942                                       | Prefeito nomeado pelo Presidente da República.                                                                                     |
| 20                                                                                                   | Sérgio Pessoa                                 |                                | Partido Progressista PP                          | 31 de janeiro de 1942   | 26 de abril de 1942                                         | Prefeito nomeado pelo Presidente da República.                                                                                     |
| 21                                                                                                   | João Capistrano da Silva Mota                 |                                | Partido Republicano PR                           | 26 de abril de 1942     | 6 de agosto de 1942                                         | Prefeito nomeado pelo Presidente da República.                                                                                     |
| 22                                                                                                   | Manoel Correia                                |                                | Partido Liberal PL                               | 6 de agosto de 1942     | 9 de setembro de 1942                                       | Prefeito nomeado pelo Presidente da República.                                                                                     |
| 23                                                                                                   | Edson Marques de Araújo                       |                                | Partido Progressista PP                          | 9 de setembro de 1942   | 1° de janeiro de 1943                                       | Prefeito nomeado pelo Presidente da República.                                                                                     |
| 24                                                                                                   | Aloísio Brasil                                |                                | Partido Republicano PR                           | 1° de janeiro de 1943   | 7 de setembro de 1943                                       | Prefeito nomeado pelo Presidente da República.                                                                                     |
| 25                                                                                                   | Adolfo Brasil                                 |                                | Partido Republicano PR                           | 7 de setembro de 1943   | 1° de janeiro de 1944                                       | Prefeito nomeado pelo Presidente da República.                                                                                     |
| 26                                                                                                   | Júlio Bezerra                                 |                                | Partido Republicano PR                           | 1° de janeiro de 1944   | 16 de março de 1944                                         | Prefeito nomeado pelo Presidente da República.                                                                                     |
| 27                                                                                                   | Temístocles Henrique Trigueiro                |                                | Partido Republicano PR                           | 16 de março de 1944     | 20 de junho de 1944                                         | Prefeito nomeado pelo Presidente da República.                                                                                     |
| De 1944 a 1988 a cidade pertence aos extintos Território Federal do Rio Branco e Roraima             |                                               |                                |                                                  |                         |                                                             | |
| 28                                                                                                   | Mário Homem de Melo                           |                                | Partido Moderador Brasileiro PMB                 | 20 de junho de 1944     | 17 de março de 1945                                         | Prefeito nomeado pelo Governador do estado                                                                                         |
| 29                                                                                                   | Cândido Pena da Rocha                         |                                | Partido Social Democrático PSD                   | 17 de março de 1945     | 22 de fevereiro de 1946                                     | Prefeito nomeado pelo Governador do estado                                                                                         |
| 30                                                                                                   | Pandiá Batista Pires                          |                                | Partido Social Democrático PSD                   | 22 de fevereiro de 1946 | 28 de maio de 1947                                          | Prefeito nomeado pelo Governador do estado                                                                                         |
| 31                                                                                                   | Antônio Augusto Martins                       |                                | Partido Social Democrático PSD                   | 28 de maio de 1947      | 3 de março de 1949                                          | Prefeito nomeado pelo Governador do estado                                                                                         |
| 32                                                                                                   | Joaquim Pinto Souto Maior                     |                                | Partido Social Democrático PSD                   | 3 de março de 1949      | 23 de fevereiro de 1951                                     | Prefeito nomeado pelo Governador do estado                                                                                         |
| 33                                                                                                   | Mozart Cavalcanti                             |                                | Partido Social Democrático PSD                   | 23 de fevereiro de 1951 | 6 de outubro de 1951                                        | Prefeito nomeado pelo Governador do estado                                                                                         |
| 34                                                                                                   | Aristóteles de Lima Carneiro                  |                                | Partido Trabalhista Brasileiro PTB               | 6 de outubro de 1951    | 16 de junho de 1952                                         | Prefeito nomeado pelo Governador do estado                                                                                         |
| 35                                                                                                   | Estácio Pereira de Melo                       |                                | Partido Trabalhista Brasileiro PTB               | 16 de junho de 1952     | 15 de junho de 1953                                         | Prefeito nomeado pelo Governador do estado                                                                                         |
| 36                                                                                                   | Carlos Palma Lima                             |                                | Partido Democrata Cristão PDC                    | 15 de junho de 1953     | 26 de janeiro de 1955                                       | Prefeito nomeado pelo Governador do estado                                                                                         |
| 37                                                                                                   | Orlando Mota de Oliveira                      |                                | Partido Social Democrático PSD                   | 26 de janeiro de 1955   | 24 de novembro de 1955                                      | Prefeito nomeado pelo Governador do estado                                                                                         |
| 38                                                                                                   | Aquilino da Mota Duarte                       |                                | Partido Social Democrático PSD                   | 24 de novembro de 1955  | 28 de janeiro de 1959                                       | Prefeito nomeado pelo Governador do estado                                                                                         |
| 39                                                                                                   | Newton Tavares                                |                                | Partido Trabalhista Brasileiro PTB               | 28 de janeiro de 1959   | 2 de março de 1961                                          | Prefeito nomeado pelo Governador do estado                                                                                         |
| 40                                                                                                   | Bernadino Dias de Souza Cruz                  |                                | Partido Social Progressista PSP                  | 2 de março de 1961      | 2 de setembro de 1961                                       | Prefeito nomeado pelo Governador do estado                                                                                         |
| 41                                                                                                   | Francisco de Assis Andrade                    |                                | União Democrática Nacional UDN                   | 2 de setembro de 1961   | 30 de janeiro de 1963                                       | Prefeito nomeado pelo Governador do estado                                                                                         |
| 42                                                                                                   | Raimundo Marques                              |                                | Partido Social Democrático PSD                   | 30 de janeiro de 1963   | 13 de junho de 1964                                         | Prefeito nomeado pelo Governador do estado                                                                                         |
| 43                                                                                                   | Olavo Brasil                                  |                                | Aliança Renovadora Nacional ARENA                | 13 de junho de 1964     | 10 de abril de 1967                                         | Prefeito nomeado pelo Governador do estado                                                                                         |
| 44                                                                                                   | Armênio Santos                                |                                | Aliança Renovadora Nacional ARENA                | 10 de abril de 1967     | 28 de março de 1969                                         | Prefeito nomeado pelo Governador do estado                                                                                         |
| 45                                                                                                   | Mozart Cavalcanti                             |                                | Aliança Renovadora Nacional ARENA                | 28 de março de 1969     | 3 de abril de 1972                                          | Prefeito nomeado pelo Governador do estado                                                                                         |
| 46                                                                                                   | Antônio Maciel da Silveira                    |                                | Aliança Renovadora Nacional ARENA                | 3 de abril de 1972      | 18 de setembro de 1972                                      | Prefeito nomeado pelo Governador do estado                                                                                         |
| 47                                                                                                   | Francisco Zangerolame                         |                                | Aliança Renovadora Nacional ARENA                | 18 de setembro de 1972  | 1° de janeiro de 1973                                       | Prefeito nomeado pelo Governador do estado                                                                                         |
| 48                                                                                                   | Aristóteles de Lima Carneiro                  |                                | Aliança Renovadora Nacional ARENA                | 1° de janeiro de 1973   | 15 de março de 1973                                         | Prefeito nomeado pelo Governador do estado                                                                                         |
| 49                                                                                                   | João de Assis Aragão                          |                                | Aliança Renovadora Nacional ARENA                | 15 de março de 1973     | 28 de julho de 1973                                         | Prefeito nomeado pelo Governador do estado                                                                                         |
| 50                                                                                                   | João Danilo Souto Maior Nogueira              |                                | Aliança Renovadora Nacional ARENA                | 28 de julho de 1973     | 10 de outubro de 1973                                       | Prefeito nomeado pelo Governador do estado                                                                                         |
| 51                                                                                                   | Major Rufino Carneiro                         |                                | Aliança Renovadora Nacional ARENA                | 10 de outubro de 1973   | 3 de abril de 1974                                          | Prefeito nomeado pelo Governador do estado                                                                                         |
| 52                                                                                                   | Júlio Martins                                 |                                | Aliança Renovadora Nacional ARENA                | 3 de abril de 1974      | 15 de março de 1978                                         | Prefeito nomeado pelo Governador do estado                                                                                         |
| 53                                                                                                   | Luís Aimberê Soares de Freitas                |                                | Aliança Renovadora Nacional ARENA                | 15 de março de 1978     | 2 de abril de 1979                                          | Prefeito nomeado pelo Governador do estado                                                                                         |
| 54                                                                                                   | João Danilo Souto Maior Nogueira              |                                | Partido Democrático Social PDS                   | 2 de abril de 1979      | 14 de maio de 1981                                          | Prefeito nomeado pelo Governador do estado                                                                                         |
| 55                                                                                                   | Coronel Rodolfo Hissa Abrahim                 |                                | Partido Democrático Social PDS                   | 14 de maio de 1981      | 15 de março de 1982                                         | Prefeito nomeado pelo Governador do estado                                                                                         |
| 56                                                                                                   | Major Alcides Rodrigues dos Santos            |                                | Partido Democrático Social PDS                   | 15 de março de 1982     | 15 de março de 1983                                         | Prefeito nomeado pelo Governador do estado                                                                                         |
| 57                                                                                                   | Brigadeiro Miguel Guerra Balvé                |                                | Partido Democrático Social PDS                   | 15 de março de 1983     | 30 de abril de 1983                                         | Prefeito nomeado pelo Governador do estado                                                                                         |
| 58                                                                                                   | João Danilo Souto Maior Nogueira              |                                | Partido Democrático Social PDS                   | 30 de abril de 1983     | 16 de maio de 1983                                          | Prefeito nomeado pelo Governador do estado                                                                                         |
| 59                                                                                                   | José Hamilton Gondim                          |                                | Partido Democrático Social PDS                   | 16 de maio de 1983      | 10 de julho de 1983                                         | Prefeito nomeado pelo Governador do estado                                                                                         |
| 60                                                                                                   | Luís Renato Maciel de Melo                    |                                | Partido Democrático Social PDS                   | 10 de julho de 1983     | 11 de agosto de 1984                                        | Prefeito nomeado pelo Governador do estado                                                                                         |
| 61                                                                                                   | Almir Queirós                                 |                                | Partido do Movimento Democrático Brasileiro PMDB | 11 de agosto de 1984    | 1º de janeiro de 1986                                       | Prefeito nomeado pelo Governador do estado                                                                                         |
| 62                                                                                                   | Sílvio de Castro Leite                        |                                | Partido do Movimento Democrático Brasileiro PMDB | 1º de janeiro de 1986   | 9 de outubro de 1987                                        | Prefeito eleito assassinado durante o mandato                                                                                      |
| 63                                                                                                   | Robério Araújo                                |                                | Partido da Frente Liberal PFL                    | 10 de outubro de 1987   | 15 de setembro de 1988                                      | Vice-prefeito eleito no cargo de prefeito                                                                                          |
| 63                                                                                                   | José Maria Gomes Carneiro                     |                                | Partido da Frente Liberal PFL                    | 15 de setembro de 1988  | 1° de janeiro de 1989                                       | Presidente da Câmara Municipal no cargo de prefeito                                                                                |
| A partir de 1988 a cidade é a capital do Estado do Roraima, criado pela Constituição Federal de 1988 |                                               |                                |                                                  |                         |                                                             | |
| 64                                                                                                   | Barac Bento                                   |                                | Partido da Frente Liberal PFL                    | 1° de janeiro de 1989   | 31 de dezembro de 1992                                      | Prefeito eleito em sufrágio universal                                                                                              |
| 65                                                                                                   | Teresa Surita                                 |                                | PDS 1993 PPR 1993–1995 PSDB 1995–1997            | 1º de janeiro de 1993   | 31 de dezembro de 1996                                      | Prefeita eleita em sufrágio universal                                                                                              |
| 66                                                                                                   | Ottomar Pinto                                 |                                | Partido Trabalhista Brasileiro PTB               | 1º de janeiro de 1997   | 31 de dezembro de 2000                                      | Prefeito eleito em sufrágio universal                                                                                              |
| 67                                                                                                   | Teresa Surita                                 |                                | Partido da Social Democracia Brasileira PSDB     | 1º de janeiro de 2001   | 31 de dezembro de 2004                                      | Prefeita eleita em sufrágio universal                                                                                              |
| 67                                                                                                   | Teresa Surita                                 | Partido Popular Socialista PPS | 1º de janeiro de 2005                            | 31 de março de 2006     | Prefeita reeleita em sufrágio universal, renunciou ao cargo | |
| 68                                                                                                   | Iradilson Sampaio                             |                                | Partido Socialista Brasileiro PSB                | 1º de abril de 2006     | 31 de dezembro de 2008                                      | Vice-prefeito eleito no cargo de prefeito                                                                                          |
| 68                                                                                                   | Iradilson Sampaio                             | 1º de janeiro de 2009          | Partido Socialista Brasileiro PSB                | 31 de dezembro de 2012  | Prefeito reeleito em sufrágio universal                     | |
| 69                                                                                                   | Teresa Surita                                 |                                | Partido do Movimento Democrático Brasileiro PMDB | 1º de janeiro de 2013   | 31 de dezembro de 2016                                      | Prefeita eleita em sufrágio universal                                                                                              |
| 69                                                                                                   | Teresa Surita                                 | 1º de janeiro de 2017          | Partido do Movimento Democrático Brasileiro PMDB | 31 de dezembro de 2020  | Prefeita reeleita em sufrágio universal                     | |
| 70                                                                                                   | Arthur Henrique                               |                                | Movimento Democrático Brasileiro MDB             | 1º de janeiro de 2021   | 31 de dezembro de 2024                                      | Prefeito reeleito em sufrágio universal                                                                                            |
| 70                                                                                                   | Arthur Henrique                               | 1º de janeiro de 2025          | Movimento Democrático Brasileiro MDB             | Atual                   | Prefeito reeleito em sufrágio universal                     | |